# Cabrera
|  | Per a altres significats, vegeu «Cabrera (desambiguació)». |

Cabrera és una petita illa de l'arxipèlag balear situada a 13,5 km al sud de Mallorca. És la més gran de les illes i illots que integren l'arxipèlag de Cabrera L'illa de Cabrera té una superfície de 1.142 hectàrees, mentre que tot l'arxipèlag suma 1.306,33 hectàrees. L'illa principal té un perímetre de 38,3 quilòmetres de costa i el seu punt més alt és Na Picamosques, de 172 metres d'altitud. A l'extrem sud-oest, hi ha una estació meteorològica i un far en un promontori de 99 metres d'altitud, anomenat n'Ensiola.
Encara que n'està molt separada, administrativament forma part del terme municipal de Palma, i religiosament forma part de la parròquia de Santa Creu.

## Nom
Cabrera és l'única illa menor que apareix documentada en els texts dels antics. Plini el Vell li dona el nom de Capraria, i diu que és insidiosa naufragiis, i Marcià Capel·la (segle iv) insisteix en aquesta idea. Gregori el Gran, per la seva banda, l'anomena Capria, i dona notícia dels monjos del monestir de l'illa. Pel que fa al nom, que intuïtivament porta a pensar en l'abundància de cabres, cal notar que és un nom habitual a moltes d'illes de la Mediterrània, com ara Capri, davant Nàpols, o Caprera, davant Sardenya.

## Medi físic
L'illa de Cabrera té una superfície de 1.142 hectàrees; les seves distàncies màximes són 5,8 km des de la punta de n'Ensiola (SW) al cap Ventós (NE) i 5,2 km des del cap de Llebeig (NW) a l'Imperialet (SE); té un relleu muntanyós, tot i que de baixa alçada: Na Picamosques (172 m), penyal Blanc (161 m), puig de Na Guàrdia (158 m); i una costa retallada, de tal manera que —tot i que suposa el 0,22% del territori de Balears— compta amb el 3,09% del seu litoral.
L'illa està orientada en direcció SW-NE, i està formada per tres serralades perpendiculars a aquesta direcció. Així doncs, aquestes tres serralades, abruptes però d'alçades modestes, s'orienten en sentit NW-SE. Els grans caps i les grans entrades d'aigua terra endins es produeixen en aquesta mateixa orientació.
La primera d'aquestes serralades és la més definida, s'inicia al cap de Llebeig, extrem NW de Cabrera, i s'acaba a l'illot de l'Imperial, a l'extrem SE. Conté les altituds més grans de l'illa, com na Picamosques, amb 172 m, o es penyal Blanc, amb 161 m, com també la serra de ses Figueres. Aquesta serra, al vessant SW, deixa els penya-segats més imponents de l'illa a la zona de na Picamosques i des cap Vermell, i al vessant NE defineix l'única vall de Cabrera amb terres mínimament fèrtils, coneguda com «sa Vinya» i «ses quatre quarterades». Així mateix, en aquest vessant NE, queda definit el port de Cabrera, un dels millors ports naturals de la Mediterrània, protegit de tots els vents.
La segona d'aquestes serralades s'inicia a la punta des Revellar pel NW i s'acaba a la punta des Codolar i l'illa de ses Bledes al SE. És d'alçades més modestes que l'anterior, amb cims com na Bella Miranda, de 158 m, on es troba el centre de vigilància de l'illa. Aquesta serra, al vessant SW, fa de solana de la vall esmentada anteriorment, i defineix el port de Cabrera per la banda nord. S'hi troba també l'imponent castell de Cabrera. Al vessant NE, hi deixa els profunds entrants de cala de Santa Maria i l'Olla.
Finalment, la tercera d'aquestes serralades s'inicia al cap des Morobutí, extrem nord de l'illa, i s'acaba al cap Ventós, extrem est. És la més modesta de les tres alineacions, i tot i així assoleix alçades imponents prop del cap Ventós, amb alçades de gairebé 150 metres.
D'aquesta manera, queden definits els principals caps de Cabrera, que són els següents: a l'extrem nord, el cap des Morobutí; a l'extrem E, el cap Ventós; a l'extrem SE, l'Imperial; a l'extrem S, s'Estel de Fora; a l'extrem SW, la punta de n'Enciola; i a l'extrem NE, el cap de Llebeig. Igualment, queden definits els principals entrants: el port de Cabrera, la cala de Santa Maria i l'Olla.
L'illa de l'Imperial és un illot que arriba als 70 metres d'altitud.

## Història

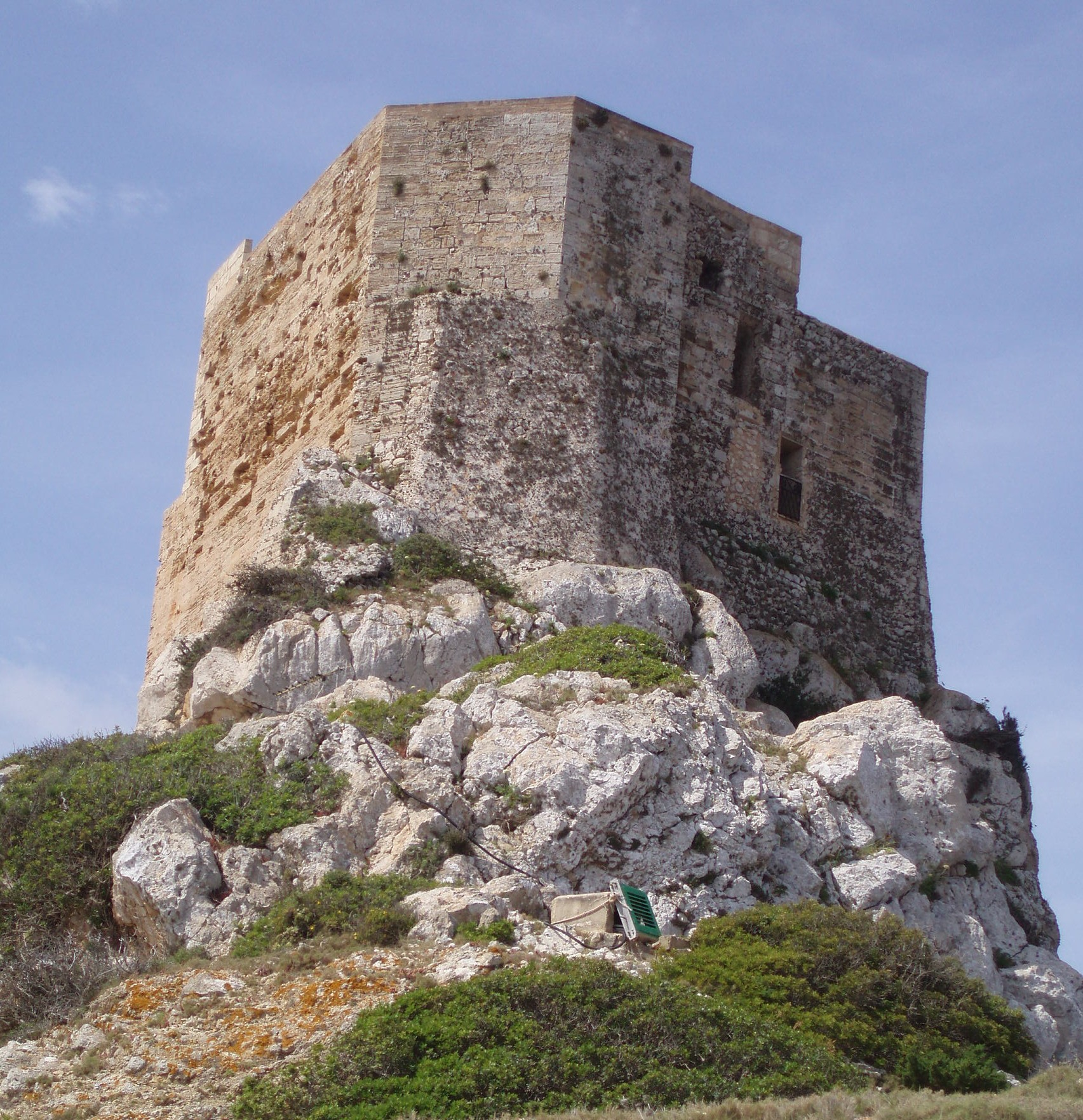
Castell de Cabrera, construït entre els segles i XVII

Malgrat la seva mida, Cabrera té una rica història. A Cabrera s'acostaren fenicis, cartaginesos, romans i romans d'Orient a la recerca de refugi, aliment i aigua.
El monestir romà d'Orient de Cabrera
Entre els segles v i vii, existí una comunitat monacal de la qual encara es conserven restes que són objecte d'excavacions arqueològiques en l'actualitat. El papa Gregori el Gran, a la seva epístola XIII n'esmentava l'existència i es queixava de la conducta llibertina dels seus membres.
El castell de Cabrera
Article principal: Castell de Cabrera (illa de Cabrera)
Al segle xiv, s'hi construí el castell per a protegir Cabrera i Mallorca dels atacs de pirates barbarescos. Es troba a l'entrada del port, sobre una penya.
Camp de presoners durant les guerres napoleòniques
Al segle xix, durant les guerres napoleòniques, l'illa va ser feta servir com a camp de reclusió per a presoners francesos capturats en la batalla de Bailén. Tot i que n'hi entraren entre 6 o 9 mil, només 3.600 presoners retornaren a França.
Segles XIX-XX
Vilacristina va ser una colònia agrícola d'unes poques hectàrees fundada l'any 1891 a prop del port.
Posteriorment, l'illa fou venuda a particulars que intentaren repoblar-la i explotar-la agràriament, sense gaire èxit, fins que a principis del segle xx fou expropiada per a ús militar. I fins i tot fou emprada com a camp de tir.

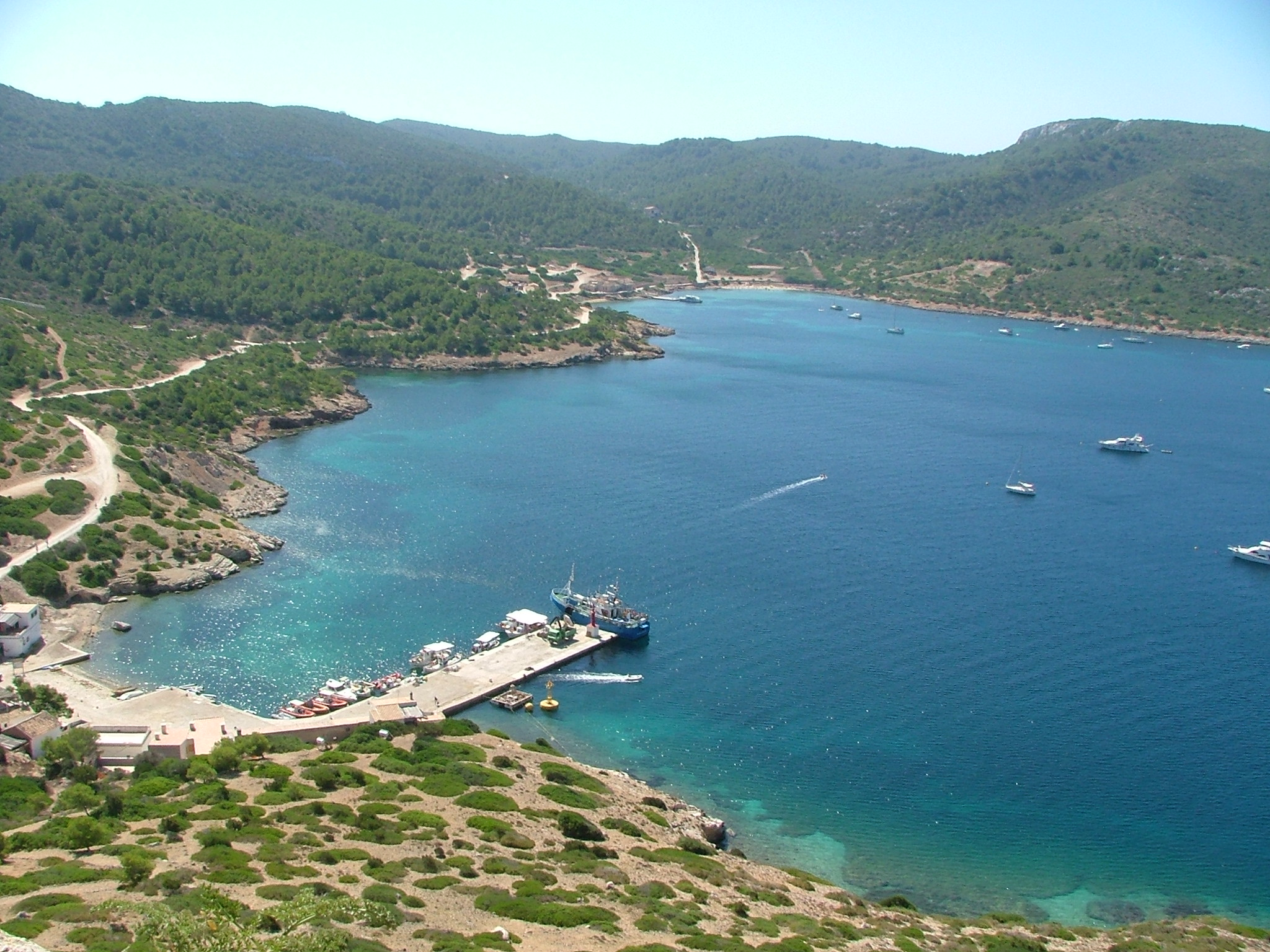
Vista de la badia

Finalment, el 1991, fou declarat el Parc Nacional Marítim-Terrestre de l'arxipèlag de Cabrera per tal de preservar la seva riquesa natural. Així doncs, avui dia és un parc nacional. És l'illa deshabitada més gran de la Mediterrània.

## Comunicacions
L'única manera d'arribar a Cabrera és amb vaixell. El port més proper a Mallorca és el de la colònia de Sant Jordi, situat a poc més de 10 milles de Cabrera.
De tota manera, l'aproximació a Cabrera en qualsevol mitjà necessita autorització prèvia, que es pot aconseguir a les oficines del parc (a Palma).

## Entorn
Pel seu estatut de parc nacional, la majoria d'activitats a l'illa són fortament regulades. Tot això ha permès, en pocs anys, una recuperació de la flora i la fauna autòctones.
Dins els llocs destacats de l'illa cal esmentar:
- Sa cova Blava: cova calcària excavada per la mar. Arriba a tenir un màxim de 20 m d'alçada i té una planta màxima de 120 m x 75 m. La boca té orientació nord-oest, cosa que fa que, a la tarda, la llum il·lumini l'entrada de la cova perquè es reflecteix dins l'aigua. Això crea una aigua de color blau intens, que es reflecteix al sostre de la cova.
- El castell.